# Dolichos (Lauf)
Dolichos oder Dolichus (griechisch: Δόλιχος, deutsch: "Langes Rennen") war ein Langstreckenlauf, der bei den 15. Olympischen Spielen der Antike 720 v. Chr. erstmals ausgetragen wurde. Die Laufstrecke variierte, betrug aber meist 20 Stadien (3845 Meter) oder 24 Stadien (4616 Meter). Der Lauf war dem modernen Marathonlauf ähnlich. Start und Ziel waren im Stadion, aber der Lauf führte dann aus dem Stadion.
Das Maß bestimmte auch die Länge der Strecke für Wagenrennen. Ein halber Dolichos wurde Diaulus genannt. Hierbei rechnete man die 20 oder 24 Stadien mit 187,5 Meter.